# سرین‌دره (ماه‌نشان)
سرین‌دره یک روستا در ایران است که در شهرستان ماه‌نشان استان زنجان واقع شده‌است. سرین‌دره ۱۷۳ نفر (۴۲ خانوار) جمعیت دارد.